# II Corpo d'armata (Regio Esercito)
Il II Corpo d'armata fu un'unità del Regio Esercito italiano, con sede a Milano, attivo durante la prima e la seconda guerra mondiale.

## Storia
Il II Corpo d'armata trae le proprie origini dal II Comando generale di Milano attivo sino al 22 marzo 1877 quando, con il decreto di creazione dei corpi d'armata a livello nazionale, il II Corpo d'armata ottenne ufficialmente i propri primi incarichi ufficiali.

### Prima guerra mondiale
All'entrata in guerra dell'Italia contro l'Austria-Ungheria, nel maggio 1915, il II Corpo d'armata, al comando del Tenente generale Ezio Reisoli,  ha operato in seno alla 2ª Armata del Tenente generale Pietro Frugoni. Dopo l'inizio delle ostilità, il giorno 24 maggio, la grande unità sul medio Isonzo nel settore di Plava. 
Il 9 giugno il 37º e il 38º Reggimento della Brigata "Ravenna", appartenente alla 3ª Divisione di fanteria del generale Giovanni Prelli, operò al di là del fiume, lanciando la settimana successiva una serie di attacchi contro le posizioni della Quota 383, difese dalla 1ª Brigata da montagna austro-ungarica al comando del generalmajor Guido Novak von Arienti, operante in seno alla 18ª Divisione di fanteria del generalmajor Eduard Böltz. La collina fu conquistata brevemente il 16 giugno, venendo persa il giorno seguente dopo che il generale Frugoni, ebbe sospeso ulteriori attacchi. La 3ª Divisione di fanteria dovette essere ritirata dal fronte, in quanto i suoi reparti, che avevano riportato perdite ingenti, erano stremati. Per aver difeso l'operato del generale Prelli, che di propria iniziativa aveva oltrepassato il fiume Isonzo su un porte di barche, occupando Plava e poi la forte posizione strategica di Quota 383, Riesoli fu esonerato dal comando per decisione del Capo di stato maggiore del Regio Esercito, generale Luigi Cadorna.
Nell'aprile del 1918 il II Corpo d'armata fu inviato sul fronte occidentale a sostegno delle truppe alleate in Francia, dove operò fino al termine delle ostilità sotto il comando del tenente generale Alberico Albricci.
Dopo la battaglia di Caporetto di ottobre-novembre 1917, gli Alleati avevano inviato truppe fresche sul fronte italiano che aveva contribuito a dare tempo al Regio Esercito di riorganizzarsi. Nei primi mesi del 1918, alla vigilia dell'offensiva di primavera, il Regno d'Italia decise di contraccambiare inviando sul fronte occidentale un corpo di spedizione a sostegno dello sforzo alleato. Il Comando supremo militare italiano scelse il II Corpo d'armata, impegnato dalle battaglie dell'Isonzo a quella del Piave ed allora in riserva per riorganizzarsi, essendo di fatto ridotto a causa delle perdite in battaglia, come organico, ad una brigata.
L'organico era basato sulla 3ª Divisione di fanteria, formata dalla Brigata "Napoli" e dalla Brigata "Salerno", e dalla 8ª Divisione di fanteria, sulla Brigata "Brescia" e la Brigata "Alpi", per un tale di circa 25.000 uomini. La Brigata "Alpi" fu inserita per ragioni di prestigio in quanto erede ideale dei Cacciatori delle Alpi garibaldini; in essa all'inizio della guerra si erano prontamente arruolati molti ex-legionari, tra i quali Peppino, Ricciotti, Menotti, Sante ed Ezio Garibaldi, nonché Kurt Erich Suckert, meglio conosciuto in seguito come Curzio Malaparte; in occasione della spedizione in Francia, la Brigata "Alpi" fu posta proprio al comando del colonnello brigadiere Peppino Garibaldi. Nel 19º Reggimento fanteria della Brigata "Brescia" prestava invece servizio Giuseppe Ungaretti, arruolatosi come volontario.

### Guerra d'Etiopia
Il II Corpo d'armata, al comando del generale di corpo d'armata Pietro Maravigna prese parte all guerra di Etiopia inquadrando le 19ª Divisione fanteria "Gavinana", la 24ª Divisione fanteria "Gran Sasso" e la 3ª Divisione CC.NN. "21 aprile".

### Seconda guerra mondiale
Dopo l'inizio della seconda guerra mondiale, in occasione delle operazioni belliche contro la Francia, il II corpo d'armata venne dislocato nel cuneese, prendendo parte alle operazioni nel settore Maira-Po-Stura dal 21 al 25 giugno, raggiungendo il Col de la Vigne, Larche, la Valle dell'Ubaye. Al termine di questa prima fase fece rientro ad Alessandria.
Nel 1942 venne trasferito al seguito dell'8ª Armata in Russia ove combatté la prima battaglia difensiva del Don e poi dall'11 al 18 dicembre partecipò alla seconda battaglia del Don che provocò il crollo del fronte italiano e la rapida disgregazione delle formazioni del II Corpo che a partire dal 19 dicembre, dovette iniziare un disastroso ripiegamento in inverno verso Vorošilovgrad, città che i pochi superstiti raggiunsero il 21 dicembre successivo.
Nel 1943, i resti del II Corpo furono ritirati dal fronte e trasferiti prima a Dnipropetrovsk, e quindi, passando per Poltava e Nežyn a Homel' ed al 26 marzo 1943. Il comando del II Corpo rimase per alcuni mesi l'unica formazione italiana rimasta in Russia. Dal 26 aprile al 22 maggio ripiegò nuovamente su Homel', per poi fare rientro in Italia, a Grosseto, in Toscana, ove venne posto sotto la guida della 5ª Armata rimanendo inattivo sino allo scioglimento dell'8 settembre 1943.

## Composizione

### 1919-1926
II Corpo d'armata di Milano
- Divisione fanteria "Milano" (4ª)
- Divisione fanteria "Novara" (5ª)
- Divisione fanteria "Brescia" (6ª)

### 1926-1940
Corpo d'armata di Alessandria (II)
- Divisione fanteria "Alessandria" (3ª) poi "Monferrato"
- Divisione fanteria "Cuneo" (4ª) poi "Monviso"
- Divisione fanteria "Genova" poi "Imperia" (5ª) poi "Cosseria"

### 1935-1936
II Corpo d'armata in Africa
- Divisione fanteria "Gavinana" (19ª)
- Divisione fanteria "Gran Sasso" (24ª)
- 3ª Divisione CC.NN. "21 aprile"

### 1940
II Corpo d'armata
- 36ª Divisione fanteria "Forlì"
- 33ª Divisione fanteria "Acqui"
- 4ª Divisione fanteria "Livorno"
- 4ª Divisione alpina "Cuneense"
- II Raggruppamento alpini
- 2º Comando GaF "Stura" e "Varalta Po"
- Truppe di Corpo d'armata

### 1942
II Corpo d'armata in Russia
- 2ª Divisione fanteria "Sforzesca"
- 3ª Divisione fanteria "Ravenna"
- 5ª Divisione fanteria "Cosseria"
- Raggruppamento CC.NN. "23 marzo"
- Truppe di corpo d'armata

### 1943
II Corpo d'armata
- 215ª Divisione costiera
- 216ª Divisione costiera
- 3ª Divisione fanteria "Ravenna"
- Comando difesa di Firenze
- Comando difesa di Pistoia
- Comando difesa di Pisa
- Comando difesa di Livorno
- Comando difesa di Siena

## Comandanti
- Generale di Corpo d'armata Alberico Albricci
- Generale di Corpo d'armata Pietro Maravigna
- Generale di Corpo d'armata Francesco Bertini (1º luglio 1937 - 31 ottobre 1940)
- Generale di Corpo d'armata Giovanni Zanghieri (1º novembre 1940 - 15 febbraio 1943)
- Generale di Corpo d'armata Arnaldo Forgiero (15 marzo - 4 luglio 1943)
- Generale di Corpo d'armata Vittorio Sogno (5 luglio - 4 settembre 1943)
- Generale di Corpo d'armata Gervasio Bitossi (5-9 settembre 1943)